# Hypsiglena jani
Espèce
Synonymes
- Liophis janii Dugès, 1865
- Hypsiglena torquata jani (Dugès, 1865)
- Hypsiglena texana Stejneger, 1893
- Hypsiglena torquata dunklei Taylor, 1938
- Hypsiglena torquata texana Stejneger, 1893

Hypsiglena jani  est une espèce de serpents de la famille des Dipsadidae.

## Répartition

Répartition de Hypsiglena jani :
orange : Hypsiglena jani dunklei
marron : Hypsiglena jani jani
jaune : Hypsiglena jani texana

Cette espèce se rencontre dans le Nord-est du Mexique et dans le Centre-Sud des États-Unis.

## Liste des sous-espèces
Selon The Reptile Database (3 septembre 2013) :
- Hypsiglena jani dunklei Taylor, 1938
- Hypsiglena jani jani (Dugès, 1865)
- Hypsiglena jani texana Stejneger, 1893

## Étymologie
Cette espèce est nommée en l'honneur de Giorgio Jan. La sous-espèce Hypsiglena jani dunklei est nommée en l'honneur de David Hosbrook Dunkle et la sous-espèce Hypsiglena jani texana en référence au lieu de sa découverte, le Texas.

## Publications originales
- Dugès, 1865 : Du Liophis janii. Extraits de procès verbaux de l'Académie des sciences et lettres de Montpellier, vol. 6, p. 32–33.
- Stejneger, 1893 : Annotated list of the reptiles and batrachians collected by the Death Valley Expedition in 1891, with descriptions of new species. North American Fauna, vol. 7, p. 159-228 (texte intégral).
- Taylor, 1939 "1938" : On Mexican snakes of the genera Trimorphodon and Hypsiglena. University of Kansas science bulletin, vol. 25, no 16, p. 357-383 (texte intégral).